# Франц Александер (Насау-Хадамар)
Франц Александер фон Насау-Хадамар (на немски: Franz Alexander von Nassau-Hadamar; * 27 януари 1674, Хадамар; † 27 май 1711, Хадамар) е от 1679 до 1711 г. последният княз на Насау-Хадамар.

## Живот
Той е син на княз Мориц Хайнрих фон Насау-Хадамар (1626 – 1679) и втората му съпруга Мария Леополдина фон Насау-Зиген (1652 – 1675). Внук е на княз Йохан Лудвиг фон Насау-Хадамар (1590 – 1653).
На шест години Франц Александер става княз на Насау-Хадамар. От 1679 до 1694 г. той е под опекунството на чичо му Франц Бернхарт фон Насау-Хадамар (* 21 септември 1637; † 15 септември 1695).
През 1699, 1702 и 1706 г. строи 3 капели. През 1710 г. е номиниран за съдия във Вецлар.
Франц Александер умира при падане от кон в Хадамар. Погребан е в княжеската гробница във Францисканската църква в Хадемар; сърцето му е положено в капелата Мария на Херценберг. На мястото на смъртта му е поставен кръст с надпис:
| „ | VERGES ICH DEIN – VERGIS O GOTT MEIN F.A.F.Z.N.H. ANNO 1711 D. 26. MAY. (F.A.F.Z.N.H. = Franz Alexander Fürst zu Nassau-Hadamar) | “ |

- Кръст за Франц Александер близо до Хамелбург (Лимбургска врата) в Хадамар
- Сърце-епитаф на Франц Александер в капелата Херценберг в Хадамар

След смъртта му от 1712 до 1742 г. Насау-Хадамар е разделен между други отонски-насауски домове.

## Фамилия
Франц Александер се жени на 18 октомври 1695 г. в Ловосице в Бохемия за ландграфиня Елизабет Катарина Фелицитас фон Хесен-Ротенбург (* 14 февруари 1677; † 15 май 1739), дъщеря на ландграф Вилхелм I фон Хесен-Ротенбург. Те имат децата:
- Йозеф Хуго (1701 – 1708)
- Франциска Мария Анна Вилхелмина (1696 – 1697)
- Елизабет (1698 – 1724), монахиня в Торн и Есен
- Шарлота Вилхелмина Амалия Александрина (1703 – 1740), омъжена в дворец Петерсхем на 29 юни 1721 за граф Йохан Филип Евгени от Мероде-Вестерлоо († 1732)

През 1705 г. той и съпругата му се разделят. Вдовицата му Елизабет се омъжва втори път на 6 септември 1727 г. в Нюрнберг за по-младия с почти 14 години Антон Фердинанд, граф на Атемс.
- Фамилията на княз Франц Александер при молитва
- Дворец Хадамар